# 哈德拉達王朝
哈德拉達王朝（挪威語：Hardrådeætta）是挪威歷史上的一個王朝，建立者是無情者哈拉爾（即哈拉爾三世）。